# Domingo Bañez

Commentaria in secundam secundae D. Thomae, 1586

Domingo Bañez (em latim: Dominico Bannes (Valladolid, 29 de fevereiro de 1528 – Medina del Campo, 22 de outubro de 1604) foi um teólogo espanhol, religioso da Ordem dos Frades Pregadores. Foi confessor de Santa Teresa de Ávila, ensinou teologia em Alcalá, Valladolid e Salamanca.
É um dos mais ilustres defensores da doutrina de Tomás de Aquino sobre cuja Suma Teológica compôs amplos comentários.

## Obras
- Commentaria in secundam secundæ angelici doctoris D. Thomae quibus quae ad fidem, spem  et charitatem spectant, clarissime explicantur  apud Franciscum Zilettum, 1586
- Scolastica commentaria in primam partem angelici doctoris d. Thomae vsque ad LXIIII quaestionem complectentia, pubblicato nel 1587 a Venezia apud Altobellum Salicatium
- De fide, spe, et charitate, ... Scholastica commentaria in secundam secundæ angelici doctoris partem, quæ ad quæstionem quadragesimam sextam protenduntur ... apud Stephanum Michaelem, 1588
- Decisiones de iure et iustitia. In quibus quid aequum, vel iniquum sit, et qua ratione ad aequitatem, et iustitiam recurrendum in omnibus negotijs, et actionibus... Cum indice rerum omnium, quae in hoc opere continentur, summa diligentia ordine alphabetico...  apud Minimam Societatem , 1595
- Commentaria, et quaestiones in duos libros Aristotelis Stagyritae De generatione, et corruptione... apud Iuntas, 1596